# 교향곡 8번 (하이든)
《교향곡 8번 사장조 Hob.l:8 '밤'》은 요제프 하이든의 교향곡이다. 교향곡 6번 '아침', 교향곡 7번 '낯' 3부작 中 마지막 곡이다. 8번은 4악장에 〈폭풍〉이라는 구체적인 표제를 갖고 있으며, 하이든의 묘사적 수법이 충분히 발휘되어 있다.

## 편성
플루트, 오보에2, 바순, 호른2, 독주 제1바이올린, 독주 제2바이올린, 독주 첼로, 독주 더블베이스, 현5부

## 연주시간
- 약 20분

## 구성

### 제1악장 Allegro molto
바이올린으로 제시되는 하나의 주요주제를 중심으로 악장 전체를 유기적으로 통일해 가는 제1악장에는 구축미를 특색으로 하는 하이든 음악의 싹이 잘 나타나 있다. 발전부의 주요주제와 합께 제시부를 크게 변화시킨 재현부는 충실한 구성감을 보여준다. 

### 제2악장 Andante
독주 바순과 현으로만 연주되는 느린 악장에서는 바순과 함께 3대의 독주 현악기가 활약하고, 제1주제를 비롯해 우아하고 아름다운 선율이 계속이어진다. 8성부로  쓰어진 이 악장에서는 조용한 울림의 세계가 섬세하게 펼쳐진다.

### 제3악장 Menuet
전체 3부 형식의 미뉴에트와 트리오는 모든 면에서 멋진 대미를 이루고 있다. 모든 악기에 의한 미뉴에트의 폴리포닉한 서법에 비해서, 현과 통주저음에 의한 트리오에서는 호모포닉한 서법이 사용되고 있다.

### 제4악장 La tempesta,Presto
〈폭풍〉, 고전파 시대를 일반적으로 절대음악의 전성기라고 하지만 실용적 음악에서는 묘사음악을 즐겨 작곡한 사실이 많았으며 하이든도 묘사적 수법을 잘 사용했다. 그런 하이든의 초기 묘사음악의 성공적인 예가 이 악장이다. 여기서는 제1주제와 제2주제 중심의 엄격한 소나타 형식 소에, 독주악기군을 효과적으로 살리면서 여름 폭풍을 확실하게 그리고 있다.

## 참고 문헌
- 《작곡가별 명곡해설 라이브러리》 14권 '하이든' 〈음악지우사〉 (音樂世界)